# Crossover
『crossover』（クロスオーバー）は、島谷ひとみのスペシャルコンセプト・アルバム。2005年2月23日にavex traxから発売された。

## 概要
島谷ひとみのヴォーカルによる、ポップスと、クラシックなどの異ジャンルを融合するという新しい楽曲を提案したスペシャル・コンセプト・アルバム。クロスオーバー路線第一弾の作品である。「愛歌」の曲中には、ヨハン・ゼバスティアン・バッハの「主よ、人の望みの喜びよ」がサンプリングされている。
新曲の5曲に加え、シングル曲、アルバム曲から選ばれた楽曲をアレンジして収録されている。 
「追憶+LOVE LETTER」は歌詞配置の変更や、曲調をミディアム・チューンからバラードに変えるなど大幅にリミックスされている。また、スペシャルライブ『crossover』ではアンコール前の最後に、『crossover II』では1曲目に歌われている。さらに、次作シングル「〜Mermaid〜」にCD-EXTRAとしてスペシャルライヴ『crossover』での映像がリカットされている。
発売前の告知では『For Lovers』というタイトルで「やさしいキスの見つけ方」のリアレンジ等が収録される予定であった。

## 収録曲
1. 早春
作詞:shungo.・中野雄太、作曲・編曲:中野雄太
2. Perseus-ペルセウス-(crossover version)
作詞:BOUNCEBACK、作曲:迫茂樹、編曲:前嶋康明
12thシングル
3. I will
作詞:Yurika・中野雄太 / 作曲・編曲:中野雄太
映画『レーシング・ストライプス』日本語吹き替え版主題歌
4. Garnet Moon(crossover version)
作詞:六ツ見純代 / 作曲:迫茂樹 / 編曲:華原大輔
17thシングル
5. 恋の雫
作詞:BOUNCEBACK / 作曲・編曲:迫茂樹
6. Z!Z!Z!-Zip!Zap!Zipangu!-(crossover version)
作詞:上田起士 / 作曲:コモリタミノル / 編曲:Jin Nakamura
16thシングル
7. シャンティ(crossover version)
作詞:康珍化 / 作曲:上野圭市 / 編曲:t-kimura
6thシングル
ボーカルが再録されている。
8. 秘密
作詞:島谷ひとみ / 作曲:前嶋康明 / 編曲:華原大輔・前嶋康明
9. 愛歌
作詞:BOUNCEBACK、作曲・編曲:中野雄太
読み方は本人がラジオで「あいか」と紹介。
10. 追憶+LOVE LETTER(crossover version)
作詞:kenko-p / 作曲・編曲:中野雄太
4thアルバム『追憶+LOVE LETTER』の表題曲。